# Жика Лазич
Живоин (Жика) Лазич (на сръбски: Живојин Лазић или Živojin Lazić) е сръбски политик. Пръв бан на Вардарска бановина (1929 – 1932), проводник на сръбските асимилационни политики във Вардарска Македония в междувоенния период. Министър на вътрешните работи (1932 – 1934).

## Биография
Роден е в 1876 година в Сврачковци, близо до Горни Милановац, Сърбия. Завършва Юридическия факултет на Белградския университет. Специализира в областта на националната сигурност в Германия, Италия и Австро-Унгария. От 1919 до 1921 година е шеф на отдел Обществена безопасност към Министерството на вътрешните работи. През септември 1923 година създава Сдружението против българските бандити – паравоенна организация за терор над българското население, целящ да спре подкрепата за четите на ВМРО. Премиерът Любомир Давидович открито изразява несъгласие с Жика Лазич, че начело на организацията се поставят хора като Стоян Мишев и Григор Циклев, на което Лазич отговаря, че не е намерил „по-добър механизъм за взаимно изтребление между бивши и настоящи български комити“.
В 1923 година ръководи югославската делегация на коференцията, довела до подписване на Нишката спогодба, пряко насочена срещу дейността на ВМРО. След това е назначен за зам. министър на вътрешните работи. В 1927 година участва като обществен обвинител в Скопския студентски процес срещу дейци на ММТРО. На 13 юли 1928 година, по заповед на Иван Михайлов, терористът на ВМРО Иван Момчилов извършва неуспешен атентат срещу Жика Лазич. Момчилов влиза в кабинета му в Белград, като го прострелва в главата, след което се самоубива. Лазич все пак оцелява. В 1929 година Жика Лазич става бан на Вардарската бановина със седалище Скопие. Провежда политиката на Сърбия за асимилиране и денационализиране на българите във Вардарска Македония. Влиза в ръководството на Соколската организация „Кралевич Марко“ и „Народна отбрана“. През 1931 - ва признава, че насилствената сърбизация на македонските българи трайно се е провалила и заявява, че като План Б за дебългаризацията им ще се използват Югославските комунисти, ставайки първия политик на Кралска Югославия, решил да използва Македонизмът - при това в комунистически вариант, за тази цел. През периода 1932 – 1934 година е министър на вътрешните работи, като представител в правителството на Югославската национална партия.
В края на Втората световна война Лазич напуска Югославия, а по-късно емигрира зад океана. Умира в Канада през 1958 г.